# Grandson
Grandson ([ɡʁɑ̃ˈsõ], toponimo francese) è un comune svizzero di 3 316 abitanti del Canton Vaud, nel distretto del Jura-Nord vaudois. Dal 2016 il borgo, grazie alla sua particolare bellezza architettonica, la sua storia e la posizione privilegiata in cui si trova è entrato a far parte dell'associazione "I borghi più belli della Svizzera".

## Geografia fisica
Grandson si affaccia sul lago di Neuchâtel.

## Storia

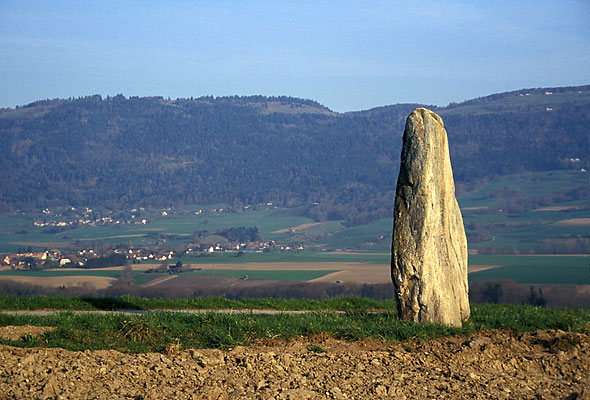
Menhir vicino Grandson

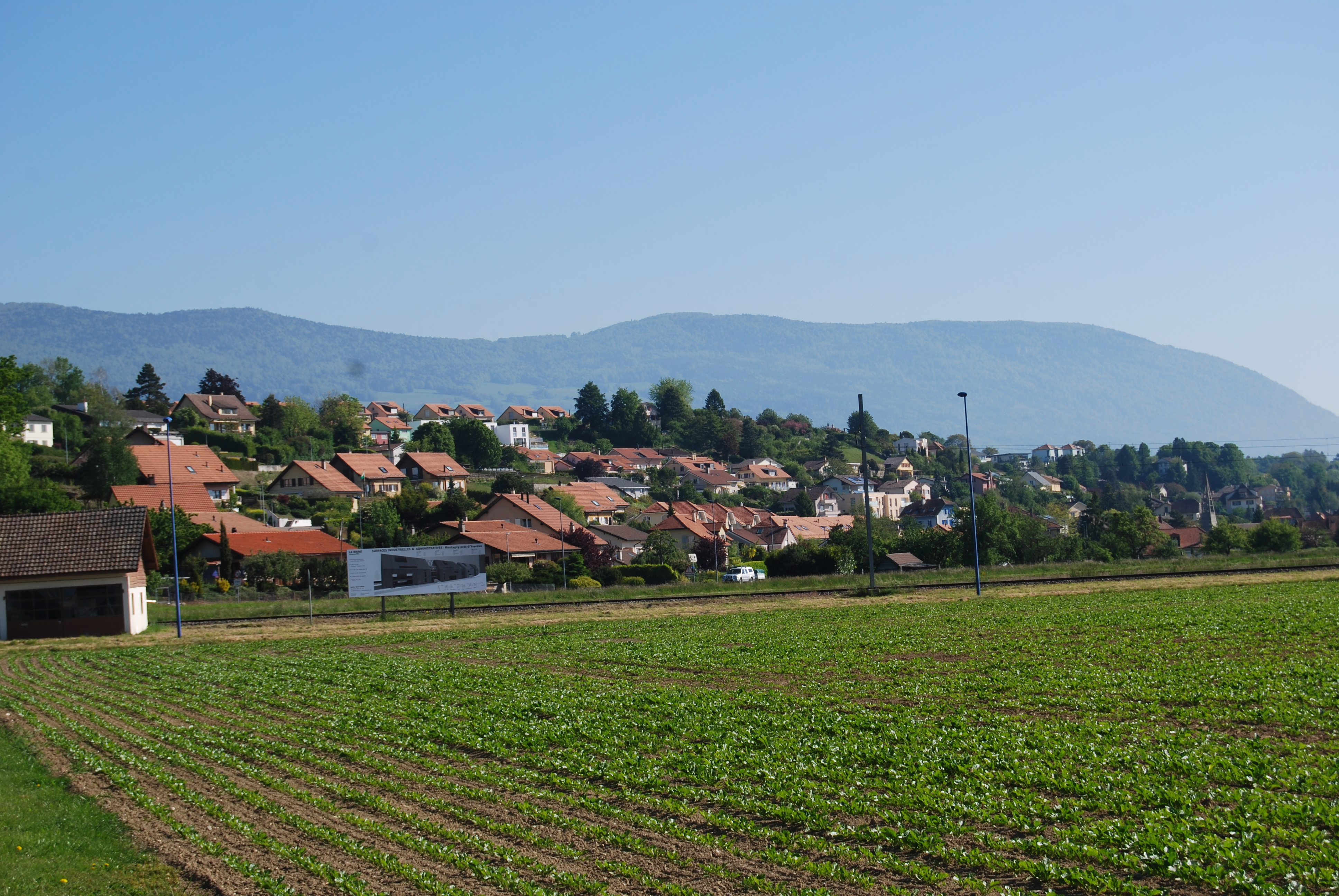
Les Tuileries-de-Grandson

Lo sviluppo del paese di Grandson fu strettamente legato alla storia del castello e dei suoi proprietari, i signori di Grandson; la famiglia arrivò al potere intorno all'anno 1000 e venne menzionata per la prima volta nella seconda metà dell'XI secolo come Grancione. Il piccolo insediamento venne menzionati per la prima volta nel 1100, sebbene sia sicuramente più antico. Il castello della famiglia Grancione era noto come castr[um] Grancione nel 1100, castri Grandissoni nel 1126 e apud Grantionem nel 1154.
Il 2 marzo 1476 fu teatro della battaglia di Grandson, combattuta nel quadro delle guerre borgognone.
Nel 1834 Grandson ha inglobato la località di Les Tuileries-de-Grandson, fino ad allora frazione del comune di Montagny-près-Yverdon; fino al 2008 è stato capoluogo del distretto di Grandson.

## Monumenti e luoghi d'interesse

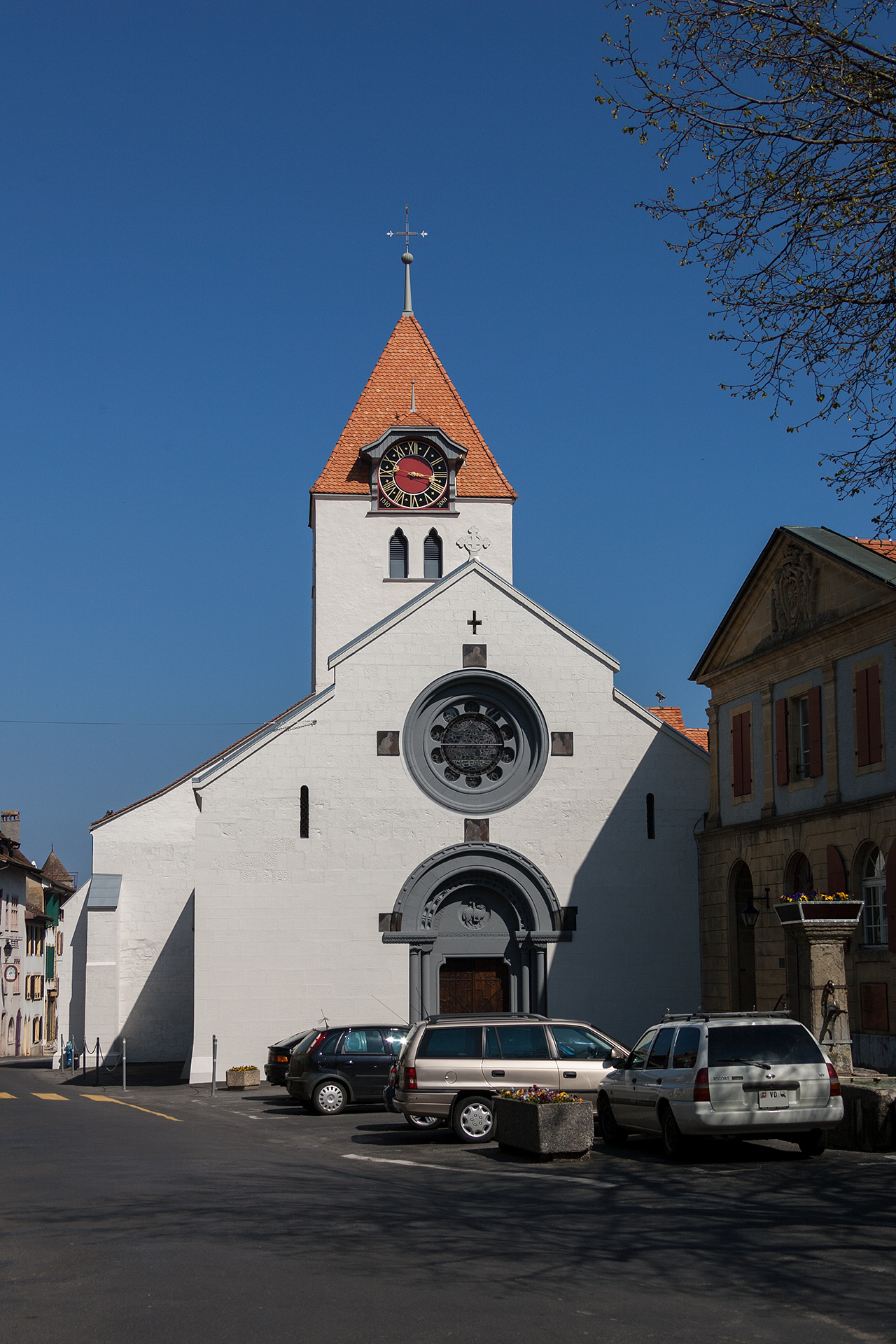
La chiesa di San Giovanni Battista

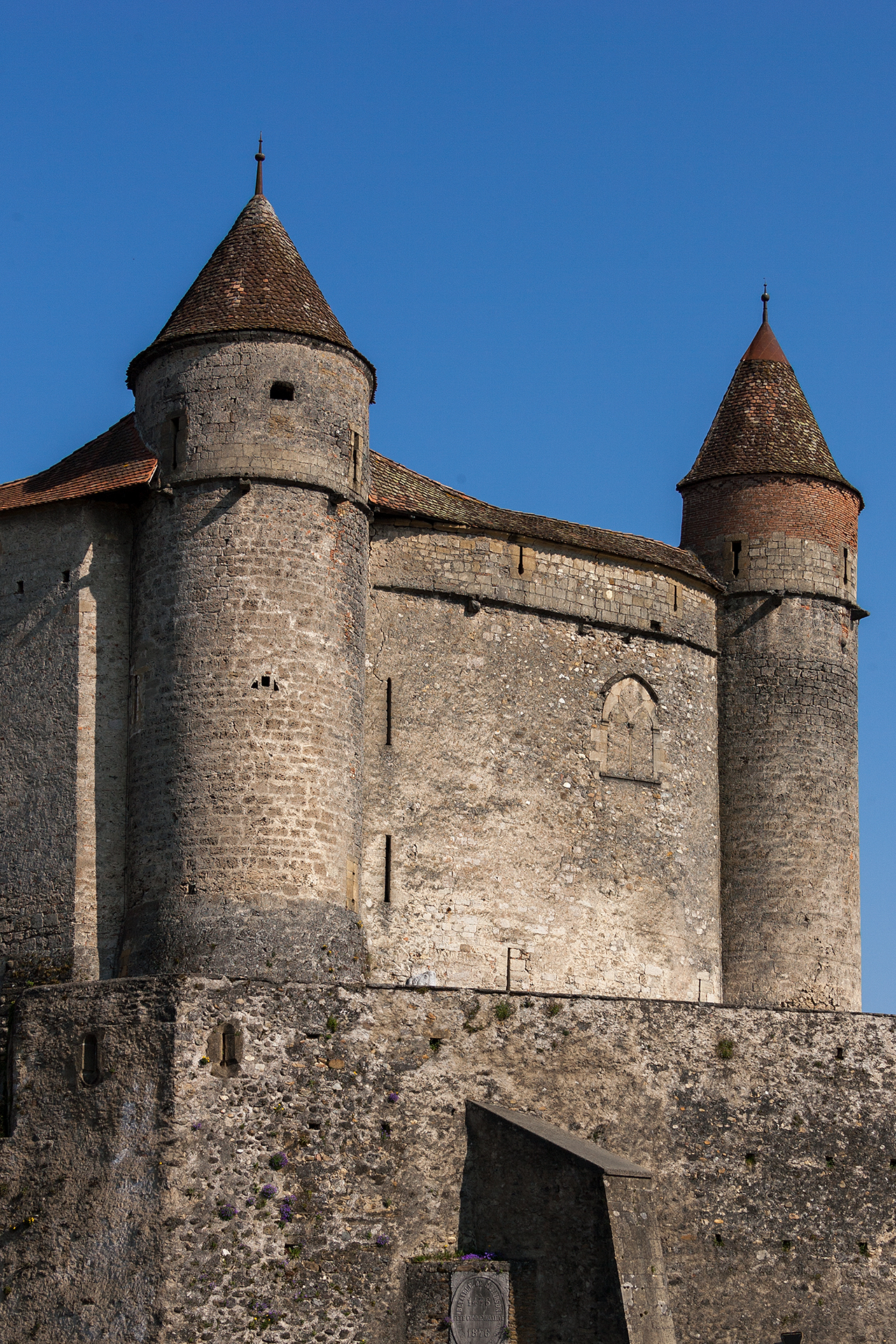
Il castello di Grandson

- Chiesa riformata di San Giovanni Battista, eretta nel XII secolo e ricostruita nel 1300-1308[1];
- Castello di Grandson, eretto nel 1300 circa e ricostruito nel 1277-1281 e nel XIV secolo[1], inserito nella lista dei beni culturali d'importanza nazionale.

## Società

### Evoluzione demografica
L'evoluzione demografica è riportata nella seguente tabella:
Abitanti censiti

## Infrastrutture e trasporti
Grandson è servito dall'omonima stazione sulla ferrovia Losanna-Olten, capolinea della linea S1 della rete celere del Vaud.

## Amministrazione
Ogni famiglia originaria del luogo fa parte del cosiddetto comune patriziale e ha la responsabilità della manutenzione di ogni bene ricadente all'interno dei confini del comune.